# Daniel Gil Mallebrera
Daniel Gil Mallebrera (Monòver, 1950) és un ex dirigent empresarial espanyol que ha estat vinculat al sector de caixes d'estalvi.

## Biografia
Treballador d'una oficina financiera a Monòver, on ha sigut mestre amb anterioritat, els anys 1980 inicia una trajectòria ascendent a la Caixa d'Estalvis del Sud-est d'Espanya i posteriorment a la Caixa d'Estalvis del Mediterrani (CAM), entitat on exerceix càrrecs de responsabilitat com ara la direcció d'empreses i la direcció de la divisió immobiliària.
Des de 2011, any del rescat de CAM, declara als jutjats en diverses ocasions.
El juliol de 2011 acudeix al Jutjat d'Instrucció número 5 d'Alacant que investiga el Cas Brügal, i la investigació es arxivada més endavant.
El novembre de 2013 ingresa a la presó de Soto del Real després de declarar davant el Jutjat Central d'Instrucció número 3 de l'Audiència Nacional, i sorteix de presó després de ser pagada una fiança.
El març de 2015 és citat per declarar per la investigació de la filial TIP i el març de 2019 el jutjat obre judici oral per aquesta causa.
El 2020 és jutjat a l'Audiència Nacional pel cas Valfensal. També el 2020 està previst que siguen jutjats Daniel Gil i l'ex president de la immobiliària Hansa Urbana.